# Boomerang (comics)
Ne doit pas être confondu avec Captain Boomerang.
Pour les articles homonymes, voir Boomerang (homonymie).
Frederick Myers, alias Boomerang est un super-vilain évoluant dans l'univers de la maison d'édition Marvel Comics. Créé par Stan Lee et Jack Kirby, il apparaît pour la première fois dans Tales to Astonish #81 en juillet 1966.
Il a fait partie de nombreuses équipes de super-vilains et est un grand ennemi de Spider-Man.

## Biographie fictive
Né en Australie, Fred Myers émigra encore très jeune aux États-Unis. Très bon sportif, il devint joueur professionnel de baseball. Il fut exclu après une affaire de pot-de-vin. Amer, il se lança dans le crime organisé.
L'Empire Secret l'engagea et lui offrit un costume et des boomerangs spéciaux. Il devint Boomerang, un de leurs meilleurs agents. Quand l'Empire Secret fut dissous, il partit en Australie et se lança dans une carrière solo.
Justin Hammer le fit revenir aux États-Unis et l'équipa d'un nouvel armement. Le Caïd lui offrit une place dans son organisation, en tant que tueur à gages.
Boomerang fut pourchassé et capturé par le Baron Zemo, travaillant alors pour le gouvernement et autorisé d'appréhender les super-vilains. Il fut plus tard contraint de travailler pour Norman Osborn.
Il fut assigné à l'Initiative, dans l'équipe des Heavy Hitters, sous le nom de code Outback. Lorsque la jeune Nonstop tenta de fuir le groupe, Myers se lança à sa poursuite mais fut stoppé par Prodigy, qui révéla sa véritable identité de criminel assermenté. Il accompagna les forces du HAMMER quand l'organisation lança un assaut sur Asgard. Dans la déroute, il s'échappa.
On revit Myers faire partie d'une bande lancée par la Guilde des Assassins sur Wolverine et Domino qui avait volé l'organisation.
Repris par la justice, il échoua au Raft et fut sélectionné pour faire partie d'une équipe secondaire de Thunderbolts, avec Shocker, Troll (Gunna Sijurvald), Mister Hyde et Centurius.

## Pouvoirs
- Boomerang est un très bon tireur et un spécialiste du boomerang.
- Son costume matelassé est équipé de 7 boomerangs, aux fonctions diverses : explosif, lacrymal, fumigène, lame tranchante, sonique.
- Il est aussi équipé de bottes à propulsion, très manœuvrables, qui lui permettent de voler à vitesse modérée (45 km/h environ), pendant 45 min.